# Tennis ai Giochi della XXXIII Olimpiade
I tornei di tennis ai Giochi della XXXIII Olimpiade si sono svolti dal 27 luglio al 4 agosto 2024 presso lo Stade Roland Garros di Parigi, in Francia.

## Qualificazioni
Per il singolare l'accesso è stato garantito ai primi 56 atleti del ranking ATP o WTA riferito al 10 giugno 2024, con il limite di quattro atleti per nazione. In caso di più di quattro connazionali presenti tra i primi 56 tennisti, gli atleti in eccedenza hanno ceduto il posto ai giocatori oltre la 56ª posizione.
Singolari:
- 56 giocatori si sono qualificati direttamente in base al ranking.
- 6 wild-card sono state assegnate dalla ITF's Olympic Committee in base al ranking e alla nazione di provenienza.
- 2 inviti sono stati assegnati dalla Tripartite Commission a giocatori provenienti da piccole nazioni.

Doppi:
- 24 coppie si sono qualificate direttamente in base al ranking.
- 8 coppie sono state scelte dalla ITF in base al ranking e al paese di provenienza.

Doppio misto:
- 12 coppie formate da giocatori già qualificati nelle altre specialità e ancora in gara al 7 agosto 2021.
- 4 coppie sono state scelte dalla ITF in base al ranking e al paese di provenienza.

## Calendario
| Uomini |  |  |  |  |  |  |       | Doppio    | Singolare | 2 |
| Donne  |  |  |  |  |  |  |       | Singolare | Doppio    | 2 |
| Misto  |  |  |  |  |  |  | Misto |           |           | 1 |
| Totale |  |  |  |  |  |  | 1     | 2         | 2         | 5 |

|  | Qualificazioni |  | Finali |

## Podi

### Uomini
| Evento               | Oro                                | Argento                                | Bronzo                              |
| Singolare (dettagli) | Novak Đoković                      | Carlos Alcaraz                         | Lorenzo Musetti                     |
| Doppio (dettagli)    | Australia Matthew Ebden John Peers | Stati Uniti Austin Krajicek Rajeev Ram | Stati Uniti Taylor Fritz Tommy Paul |

### Donne
| Evento               | Oro                                | Argento                                                  | Bronzo                                    |
| Singolare (dettagli) | Zheng Qinwen                       | Donna Vekić                                              | Iga Świątek                               |
| Doppio (dettagli)    | Italia Sara Errani Jasmine Paolini | Atleti Individuali Neutrali Mirra Andreeva Diana Šnajder | Spagna Cristina Bucșa Sara Sorribes Tormo |

### Misto
| Evento            | Oro                                       | Argento                       | Bronzo                                          |
| Doppio (dettagli) | Rep. Ceca Kateřina Siniaková Tomáš Macháč | Cina Wang Xinyu Zhang Zhizhen | Canada Gabriela Dabrowski Félix Auger-Aliassime |

## Medagliere
| Pos.   | Paese                       | Oro | Argento | Bronzo | Totale |
| ------ | --------------------------- | --- | ------- | ------ | ------ |
| 1      | Cina                        | 1   | 1       | 0      | 2      |
| 2      | Italia                      | 1   | 0       | 1      | 2      |
| 3      | Australia                   | 1   | 0       | 0      | 1      |
| 3      | Rep. Ceca                   | 1   | 0       | 0      | 1      |
| 3      | Serbia                      | 1   | 0       | 0      | 1      |
| 6      | Spagna                      | 0   | 1       | 1      | 2      |
| 6      | Stati Uniti                 | 0   | 1       | 1      | 2      |
| 8      | Croazia                     | 0   | 1       | 0      | 1      |
| 8      | Atleti Individuali Neutrali | 0   | 1       | 0      | 1      |
| 10     | Canada                      | 0   | 0       | 1      | 1      |
| 10     | Polonia                     | 0   | 0       | 1      | 1      |
| Totale | Totale                      | 5   | 5       | 5      | 15     |